# Glanas
Glanas (en francès Glanes) és un municipi francès situat al departament de l'Òlt i a la regió d'Occitània.

## Demografia
| 1962                                       | 1968 | 1975 | 1982 | 1990 | 1999 | 2007 |
| ------------------------------------------ | ---- | ---- | ---- | ---- | ---- | ---- |
| 163                                        | 174  | 183  | 200  | 216  | 247  | 302  |
| Des de 1962: població sense dobles comptes |      |      |      |      |      |      |

## Administració
| Període   | Identitat       | Partit |
| --------- | --------------- | ------ |
| 1977-2008 | Fernand Bagou   | PCF    |
| 2008-     | Jacques Ferrand |        |